# Diplectrona yazata
Diplectrona yazata là một loài Trichoptera trong họ Hydropsychidae. Chúng phân bố ở miền Cổ bắc.